# Fernando Gaspar
Fernando Gaspar (10 de Março de 1966) é um artista plástico português.

Artista visual, autodidacta. Iniciou o seu percurso pelo desenho e prática da aguarela. Inteiramente dedicado à actividade desde 1986, ano em que passou a concorrer e participar em mostras e concursos e a expor com regularidade nas principais cidades do país, explorando e adoptando outros suportes, materiais e técnicas. A sua primeira exposição individual fora de Portugal ocorreu em 1995. Somam-se até agora, alguns prémios nacionais, participações colectivas e mais de 40 exposições individuais em Portugal e no estrangeiro. Ao longo de mais de 25 anos, a plasticidade do seu trabalho tem evoluído no sentido de uma abordagem crescentemente reflexiva e contemporânea. Além de Portugal, a sua obra está presente na Áustria, Alemanha, Bélgica (além das colecções particulares, está representado na: Commune d’Anderlecht e Nato), Brasil, Canadá, Dinamarca, Eslovénia, Espanha, Estados Unidos, Japão, França, Países Baixos e Reino Unido.